# Костолачка култура
Костолачка култура је енеолитска култура бакарног доба, распрострањена углавном у Србији, источној Славонији и северној Босни. То је седелачка популација, која своју привреду заснива углавном на земљорадњи и мањим делом на сточарству.
Самостално је издвојена захваљујући В. Милојчићу. Област коју обухвата је шира од познатије Баденске културе. Костолачка култура обухвата Карпатски басен, Централнобалканско подручје и румунско Подунавље. Милоје Васић је 1906. и 1908. публиковао налазе из Прахова, Костолца и Винче. Неки од локалитета ове културе су:
- Злотска пећина
- Костолац
- Падина
- Добановци
- Бановци
- Белегиш
- Вучедол
- Сарваш

На румунским налазиштима костолачка керамика се готово по правилу налази помешана са Коцофени-керамиком.

## Насеља
Подједнако се налазе у равничарским и брдовитим пределима, као и тешко приступачним местима уз речне токове. Код свих се јавља тенденција за утврђивањем. Нека по својим одликама имају градински карактер, а нека су пећинска. Костолачка култура, насупрот свом генетском претходнику - Баденској култури, гради солидне надземне објекте, трајније природе, које обнавља више пута. Куће су правоугаоне, велике (10x4-6 метара, на Гомолави). У начину градње се наслеђују познонеолитске традиције (локалитети Винча, Сопот). Под је масиван, набијен, углачан, зидови су од плетера, вертикалних стубова облепљени блатом. У брдовитим пределима архитектура је прилагођена конфигурацији терена.

## Сахрањивање
Примењује се скелетно сахрањивање и инцинерација. Код скелетног је реч о згрченцима у раци, а код инцинерације о двема варијантама: пепео је у урни, спаљени остаци се стављају у јаму и покривају поклопцем.

## Керамика
- Зделе - калотасте и без дна, коничне, профилисане
- Шоље са тракастом дршком
- Фишбуте   - судови елипсоидног облика

Орнаментика је носилац стила, веома је специфична. Новину представља појава   технике, формирају се уже или шире траке трзајем шиљастог инструмента, који се употпуњује белом инкрустрациом (висећи троуглови, цик-цак линије, полумесечасти зарези итд). Техника браздастог урезивања и утискивања жигова је била нова за то време.

## Економија
Углавном је земљорадничка култура. Узгајају се пшеница и јечам. Баве се и сточарством (овца, говече). Металургија стагнира.